# دوره زبان‌شناسی عمومی
دوره زبان‌شناسی عمومی یا دروسی در زبان‌شناسی عمومی کتابی اثر فردینان دو سوسور، زبان‌شناس نامدار سوئیسی است.
نام اصلی این کتاب Cours de linguistique générale است و در سال ۱۹۱۶ و پس از مرگ سوسور توسط شارل بالی و آلبر سِشِی بر پایهٔ یادداشت‌های سرِ کلاس درس به چاپ رسید. این کتاب به‌زودی تبدیل به قبلهٔ زبان‌شناسانِ ساختارگرا در طول سدهٔ بیستم شد. ترجمه آلمانی این کتاب توسط کورش صفوی با عنوان دوره زبان‌شناسی عمومی به فارسی برگردانده شده‌است.
روی هریس، یکی از مترجمان در مورد نسبت سوسور با علم زبان‌شناسی و مطالعه زبان پس از او می‌گوید:
«به زبان دیگر به عنوان چیزی پیرامون جهانی که در آن زندگی می‌کنیم نگریسته نمی‌شود؛ بلکه اکنون زبان مرکز آن است. کلمات دیگر صرفا برچسب‌هایی صوتی یا از ملحقات امر ارتباط نیستند که با ترتیبی از پیش تعیین‌شده گرد هم آمده باشند؛ بلکه کلمات گلچینی از محصولات تعامل اجتماعی هستند؛ ابزاری ضروری که ابنای بشر که از طریق آنها بشر جهان پیرامون خود را می‌سازد. این نگاه متداول قرن بیستمی به زبان، عمیقا بر روی پیشرفت‌های تمامی علوم بشری تاثیر گذاشته است و تاثیرات آن را به ویژه در علومی مانند زبان‌شناسی، فلسفه، روان‌شناسی، جامعه‌شناسی و مردم‌شناسی».
با این که سوسور مشخصا به زبان‌شناسی همزمانی علاقه داشت، کتاب دوره یک نظریهٔ نشانه‌شناختی ارائه می‌دهد که دایرهٔ اعمال آن گسترده‌تر است. یک نسخهٔ از یادداشت‌های سوسور در سال ۱۹۹۶ یافت شد و تحت عنوان یادداشت‌هایی در زبان‌شناسی عمومی به چاپ رسید.

## نظام زبان، زبان و گفتار
سوسور بین زبان (langue) و گفتار (parole) تمایز می‌گذارد. زبان یک موضوع همگون تعریف شده است که در پاره‌های ناهمگون گفتار تظاهر می‌یابد. گفتار چندوجهی و ناهمگون است: گفتار هم به فرد و هم به جامعه تعلق دارد. اما تکلیف زبان معلوم است. یک کل یکپارچه و مجموعه‌ای از قواعد است که به جامعه تعلق دارد. زبان در هیچ یک از افراد جامعه به صورت کامل و بی‌نقص وجود ندارد؛ بلکه محصولی است که توسط گویشوران زبان دستخوش همگونی شده است. زبان نظامی از نشانه‌هاست که ایده‌ها را بیان می‌کنند.

## همزمانی و درزمانی
مطالعه‌ٔ همزمانی عبارت از مطالعهٔ یک زبان در یک نقطهٔ زمانی معین است؛ در حالی که در زمانی عبارت از مطالعهٔ سیر تاریخی یک زبان است. سوسور برای اولین بار این تمایز را مطرح کرد و به نظر او یک زبان می‌بایست از هر دو منظر مورد مطالعه قرار گیرد. پیش از او مطالعات زبان‌شناختی بیشتر بر مطالعات درزمانی تاکید داشت.
سوسور برای فهم بهتر این تمایز، استعارهٔ قوانین بازی شطرنج را پیش کشید. او گفت می‌توانیم قوانین شطرنج را درزمانی در نظر بگیریم (که چگونه قوانین در طول تاریخ دستخوش تغییر شده‌اند) و یا به صورت همزمانی به آنها نگاه کنیم (که اکنون چگونه هستند). از نظر سوسور، وقتی شخصی به یک بازی شطرنج که اکنون در حال انجام است، وارد می‌شود، برای او اهمیتی ندارد که در گذشتهٔ بازی چه اتفاقاتی افتاده است و تنها اتفاقات جاری در لحظهٔ بازی برای او اهمیت دارد.